# Siergiej Głuszko
Siergiej Witaljewicz Głuszko (ros. Сергей Витальевич Глушко; ur. 8 marca 1970 w Mirnym) – rosyjski aktor, piosenkarz i były striptizer.

## Życiorys
Po ukończeniu Wojskowej Akademii Kosmicznej im. A.F. Możajskiego pracował jako inżynier na Kosmodromie Plesieck. W połowie lat 90. XX stulecia przeniósł się do Moskwy, gdzie rozpoczął karierę w modelingu i odbył studia na Rosyjskim Uniwersytecie Sztuki Teatralnej. Jako striptizer występował pod pseudonimem Tarzan. Jego pierwszą żoną była Jelena Pieriewiediencewa (ros. Елена Переведенцева). W 2003 roku poślubił piosenkarkę Nataszę Korolową.

## Filmografia
- 2004: Niania
- 2006: Sczastliwy wmiestie jako Rusłan, instruktor fitness

### Publikacje książkowe
- 2010 – «Культ тела» ISBN 978-5-17-061699-2